# Monika Haas
Monika Haas (Frankfurt del Main, 2 de maig de 1948) és una activista política alemanya, exmilitant de la segona generació de la Fracció de l'Exèrcit Roig (RAF). El 1998 va ser condemnada a cinc anys de presó per haver participat el 1977 en el segrest de l'avió «Landshut».

## Trajectòria
A finals dels anys 1960 es va involucrar en el moviment ocupa i a principis dels anys 1970 a millorar les condicions de vida a la presó dels militants de la Fracció de l'Exèrcit Roig a través de l'organització Roten Hilfe. L'any 1975 va passar a la clandestinitat després de diversos escorcolls domiciliaris i va viatjar amb Siegfried Haag fins a Aden, al Iemen del Sud. Segons les seves declaracions, a principis de 1976 va ser arrestada a Nairobi per les autoritats de seguretat de Kenya per haver treballat com a missatgera del Front Popular per l'Alliberament de Palestina, que havia estat qualificat de terrorista. Tanmateix, després de tres dies d'interrogatori va ser alliberada.
A Nairobi, entre el 18 i el 25 de gener, tres palestins van ser arrestats pel Mossad, i es va descobrir un míssil terra-aire soviètic subministrat pels agents del president d'Uganda Idi Amin, que tenien la intenció d'abatre un avió d'El Al durant l'aterratge. Una parella alemanya que va arribar després, i que es va atribuir a l'entorn de la RAF, va ser arrestada com Haas, però a diferència d'ella van ser traslladades en secret a Israel i un tribunal militar els va condemnar a deu anys de presó en circumstàncies molt disputades. Al Iemen del Sud, va conèixer Zaki Helou, oficial del FPAP, amb qui més tard es va casar i amb qui va tenir dos fills. Després de trencar el seu matrimoni, va preguntar a les autoritats alemanyes si hi havia res en contra d'ella i va tornar a Frankfurt del Main el 1982.
El 1992 es va enfrontar a càrrecs judicials per implicació en el segrest de l'avió «Landshut» el 1977. En aquest sentit, va ser acusada d'haver realitzat el transport d'armes a l'escamot de segrestadors palestins. El 18 de gener de 1996 va ser jutjada per la 5a Sala Penal del Tribunal Regional Superior de Frankfurt del Main. El segrestador supervivent, Souhaila Andrawes, va ser citat com a testimoni clau després de declarar el 1994 que Haas hi estava implicada. No obstant això, Andrawes va revocar aquesta declaració i, com Brigitte Mohnhaupt, es va negar a declarar en un judici posterior i, per tant, va romandre detinguda durant sis mesos. En canvi, el militant de la RAF Peter-Jürgen Boock la va acusar. També es va permetre el testimoni d'un agent del Mossad detingut al Líban, Said Slim, que va afirmar que havia fet dut a terme el trasllat de les armes usades. No obstant això, Slim mai va declarar davant d'un tribunal alemany, però va ser interrogat pels funcionaris de l'Oficina Federal d'Investigació Criminal alemanya (BKA) en una presó libanesa. La defensa va percebre com una violació del principi d'un judici just, segons el Conveni Europeu de Drets Humans, el fet que hi intervinguessin testimonis anònims de funcionaris de la BKA que no podien ser interpel·lats.
El 16 d'abril de 1998 va ser condemnada a cinc anys de presó per dos delictes de col·laboració en un atac al trànsit aeri, col·laboració en la presa d'ostatges, col·laboració en l'extorsió, segrest i col·laboració en intent d'homicidi. El 2000, el Tribunal Federal de Justícia alemany va rebutjar la revisió de sentència, i el 2001 tampoc va acceptar la seva petició de querella constitucional.